# Saison 2013-2014 de la Jeunesse sportive de Kabylie
Maillots
Chronologie
Saison précédente Saison suivante
Cet article traite de la saison 2013-2014 de la Jeunesse sportive de Kabylie. Il s'agit de sa cinquantième deuxième saison sportive dans le football algérien, mais aussi sa soixantième deuxième si l'on prend en compte ceux de la période coloniale. Les matchs se déroulent essentiellement en Championnat d'Algérie de football 2013-2014 (quarante-cinquième saison d'affilée dans l'élite)  mais aussi en Coupe d'Algérie de football 2013-2014 (sa cinquantième participation). À noter également que le club ne participe pas à une compétition internationale pour la troisième année consécutive.

## Effectif professionnel
Effectif de la JS Kabylie pour la saison 2013-2014 en Championnat d'Algérie et en Coupe d'Algérie.

## Championnat d'Algérie

### Phase aller
| Dates             | Horaires      | Journées    | Adversaires           | Lieux des rencontres                    | Scores | Buts JSK                               | Références           |
| ----------------- | ------------- | ----------- | --------------------- | --------------------------------------- | ------ | -------------------------------------- | -------------------- |
| 24 août 2013      | 18 h 00 UTC+1 | 1re journée | MC El Eulma           | Stade Messaoud-Zougar (El Eulma)        | 3-4    | Yesli 29e et 80e, Rial 58e, Ebossé 65e | [ Rapport match 1 ]  |
| 31 août 2013      | 17 h 45 UTC+1 | 2e journée  | USM Alger             | Stade du 1er-Novembre-1954 (Tizi Ouzou) | 0-0    | -                                      | [ Rapport match 2 ]  |
| 3 septembre 2013  | 17 h 00 UTC+1 | 3e journée  | CRB Ain Fekroun       | Stade Demene Debbih (Ain M’lila)        | 0-1    | Ebossé 44e                             | [ Rapport match 3 ]  |
| 14 septembre 2013 | 18 h 00 UTC+1 | 4e journée  | MC Oran               | Stade du 1er-Novembre-1954 (Tizi Ouzou) | 2-0    | Aouedj 17e, Beziouen 90e               | [ Rapport match 4 ]  |
| 20 septembre 2013 | 17 h 40 UTC+1 | 5e journée  | CR Belouizdad         | Stade du 20-Août-1955 (Alger)           | 1-0    | -                                      | [ Rapport match 5 ]  |
| 28 septembre 2013 | 16 h 45 UTC+1 | 6e journée  | JSM Béjaïa            | Stade du 1er-Novembre-1954 (Tizi Ouzou) | 1-0    | Ebossé 33e                             | [ Rapport match 6 ]  |
| 5 octobre 2013    | 16 h 45 UTC+1 | 7e journée  | ASO Chlef             | Stade Mohamed-Boumezrag (Chlef)         | 1-1    | Madi 15e                               | [ Rapport match 7 ]  |
| 18 octobre 2013   | 16 h 00 UTC+1 | 8e journée  | ES Sétif              | Stade du 1er-Novembre-1954 (Tizi Ouzou) | 1-1    | Ebossé 90e                             | [ Rapport match 8 ]  |
| 26 octobre 2013   | 16 h 00 UTC+1 | 9e journée  | MC Alger              | Stade Omar Hammadi (Alger)              | 1-0    | -                                      | [ Rapport match 9 ]  |
| 2 novembre 2013   | 18 h 00 UTC+1 | 10e journée | RC Arba               | Stade du 1er-Novembre-1954 (Tizi Ouzou) | 1-0    | Chibane 42e                            | [ Rapport match 10 ] |
| 9 novembre 2013   | 17 h 00 UTC+1 | 11e journée | CA Bordj Bou Arreridj | Stade du 1er-Novembre-1954 (Tizi Ouzou) | 2-0    | Ebossé 72e et 80e                      | [ Rapport match 11 ] |
| 11 novembre 2013  | 15 h 00 UTC+1 | 12e journée | USM El Harrach        | Stade du 1er-Novembre-1954 (Alger)      | 0-0    | -                                      | [ Rapport match 12 ] |
| 30 novembre 2013  | 15 h 00 UTC+1 | 13e journée | MO Béjaïa             | Stade du 1er-Novembre-1954 (Tizi Ouzou) | 0-0    | -                                      | [ Rapport match 13 ] |
| 14 décembre 2013  | 15 h 00 UTC+1 | 14e journée | JS Saoura             | Stade du 20 août 1955 (Béchar)          | 1-1    | Sedkaoui 11e                           | [ Rapport match 14 ] |
| 27 décembre 2013  | 16 h 45 UTC+1 | 15e journée | CS Constantine        | Stade du 1er-Novembre-1954 (Tizi Ouzou) | 1-2    | Beziouen 79e                           | [ Rapport match 15 ] |

### Phase retour
| Dates            | Horaires      | Journées    | Adversaires     | Lieux des rencontres                    | Scores | Buts JSK                    | Références           |
| ---------------- | ------------- | ----------- | --------------- | --------------------------------------- | ------ | --------------------------- | -------------------- |
| 18 janvier 2014  | 16 h 00 UTC+1 | 16e journée | MC El Eulma     | Stade du 1er-Novembre-1954 (Tizi Ouzou) | 2-0    | Zaâbia 15e, Ebossé 46e      | [ Rapport match 16 ] |
| 1er février 2014 | 17 h 45 UTC+1 | 17e journée | USM Alger       | Stade Omar-Hamadi (Bologhine)           | 3-2    | Rial 4e, 89e (pen.)         | [ Rapport match 17 ] |
| 8 février 2014   | 15 h 00 UTC+1 | 18e journée | CRB Ain Fekroun | Stade du 1er-Novembre-1954 (Tizi Ouzou) | 1-0    | Rial 90e (pen.)             | [ Rapport match 18 ] |
| 14 février 2014  | 15 h 00 UTC+1 | 19e journée | MC Oran         | Stade Ahmed-Zabana (Oran)               | 0-0    | -                           | [ Rapport match 19 ] |
| 22 février 2014  | 15 h 00 UTC+1 | 20e journée | CR Belouizdad   | Stade du 1er-Novembre-1954 (Tizi Ouzou) | 3-1    | Ebossé 13e, Benlamri et 56e | [ Rapport match 20 ] |

### Classement final
mis à jour le 24 mai 2014
| Rang | Équipe                | Pts | J  | G  | N  | P  | Bp | Bc | Diff |
| ---- | --------------------- | --- | -- | -- | -- | -- | -- | -- | ---- |
| 1    | USM Alger S           | 68  | 30 | 20 | 8  | 2  | 49 | 21 | +28  |
| 2    | JS Kabylie            | 54  | 30 | 15 | 9  | 6  | 39 | 21 | +18  |
| 3    | ES Sétif T            | 53  | 30 | 15 | 8  | 7  | 40 | 27 | +13  |
| 4    | MC El Eulma           | 48  | 30 | 13 | 9  | 8  | 38 | 28 | +10  |
| 5    | USM El Harrach        | 47  | 30 | 13 | 8  | 9  | 34 | 27 | +7   |
| 6    | ASO Chlef             | 45  | 30 | 12 | 9  | 9  | 29 | 19 | +10  |
| 7    | MC Alger C            | 45  | 30 | 13 | 6  | 11 | 26 | 25 | +1   |
| 8    | RC Arbaa P            | 44  | 30 | 12 | 8  | 10 | 33 | 32 | +1   |
| 9    | JS Saoura             | 42  | 30 | 13 | 6  | 11 | 38 | 36 | +2   |
| 10   | CS Constantine        | 41  | 30 | 10 | 11 | 9  | 30 | 31 | -1   |
| 11   | MO Béjaïa P           | 36  | 30 | 11 | 6  | 14 | 29 | 35 | -6   |
| 12   | MC Oran               | 35  | 30 | 9  | 8  | 13 | 33 | 40 | -7   |
| 13   | CR Belouizdad         | 32  | 30 | 9  | 5  | 16 | 26 | 33 | -7   |
| 14   | JSM Béjaïa            | 28  | 30 | 7  | 7  | 16 | 21 | 44 | -23  |
| 15   | CA Bordj Bou Arreridj | 21  | 30 | 4  | 9  | 17 | 23 | 47 | -24  |
| 16   | CRB Aïn Fakroun P     | 20  | 30 | 5  | 5  | 20 | 16 | 39 | -23  |

Qualifications internationales
- Ligue des champions de la CAF 2015
- Coupe de la confédération 2015
- Coupe de l'UAFA 2015

Relégation
- Relégation en Ligue 2

Abréviations
T : Tenant du titre

S : Vainqueur de la Supercoupe d'Algérie 2013

C : Vainqueur de la Coupe d'Algérie 2013-2014

P : Promus de Ligue 2 2012-2013

## Coupe d'Algérie
Parcours en Coupe d'Algérie de football
| Dates | Horaires | Tours | Adversaires | Lieux des rencontres | Scores | Buts JSK | Références |
| ----- | -------- | ----- | ----------- | -------------------- | ------ | -------- | ---------- |

Buteurs en Coupe d'Algérie

## Buteurs
| No.       | Nat.                 | Player                   | Pos.      | L 1 | AC | TOTAL |
| --------- | -------------------- | ------------------------ | --------- | --- | -- | ----- |
| 9         | Drapeau du Cameroun  | Albert Ebossé Bodjongo   | FW        | 17  | 6  | 23    |
| 5         | Drapeau de l'Algérie | Ali Rial                 | DF        | 5   | 2  | 7     |
| 18        | Drapeau de l'Algérie | Kamel Yesli              | MF        | 2   | 2  | 4     |
| 29        | Drapeau de la Libye  | Mohamed Zubya            | FW        | 3   | 0  | 3     |
| 25        | Drapeau de l'Algérie | Djamel Benlamri          | DF        | 2   | 0  | 2     |
| 11        | Drapeau de l'Algérie | Farid Beziouen           | MF        | 2   | 0  | 2     |
| 17        | Drapeau de l'Algérie | Aymen Madi               | MF        | 1   | 1  | 2     |
| 15        | Drapeau de l'Algérie | Saïd Ferguène            | FW        | 0   | 2  | 2     |
| 10        | Drapeau de l'Algérie | Sid Ahmed Aouedj         | FW        | 2   | 0  | 2     |
| 87        | Drapeau de l'Algérie | Zineddine Mekkaoui       | DF        | 1   | 0  | 1     |
| 22        | Drapeau de l'Algérie | Mohamed Walid Bencherifa | DF        | 1   | 0  | 1     |
| 6         | Drapeau de l'Algérie | Kaci Sedkaoui            | MF        | 1   | 0  | 1     |
| 21        | Drapeau de l'Algérie | Malik Raiah              | MF        | 1   | 0  | 1     |
|           | Drapeau de l'Algérie | Youcef Chibane           | FW        | 1   | 0  | 1     |
| Own Goals | Own Goals            | Own Goals                | Own Goals | 0   | 0  | 0     |
| Totals    | Totals               | Totals                   | Totals    | 39  | 13 | 52    |

## Sources
Sur le club
(fr) Site Officiel de la JS Kabylie
Presses et médias sportifs
(fr) Site internet sur le football algérien: DZFOOT
(fr) Site internet du quotidien sportif Competition
(ar) Site du quotidien sportif Elheddaf
(fr) Site internet du quotidien sportif Lebuteur
(fr) Site internet du quotidien sportif Maracana
Instances du football
(fr) Site internet de la Fédération Algérienne de Football
(fr) Site internet de la Ligue National de Football Professionnel
(fr) Site internet de la Confédération Africaine de Football

## Voir également
- Jeunesse sportive de Kabylie